# ارثور يوسباشيان
ارثور يوسباشيان (7 سبتمبر 1989 بيريفان في أرمينيا - ) هو لاعب كرة قدم أرمني في مركز الدفاع. شارك مع منتخب أرمينيا الوطني تحت 19 سنة لكرة القدم ومنتخب أرمينيا تحت 21 سنة لكرة القدم ومنتخب أرمينيا لكرة القدم. أما مع النوادي، فقد لعب مع بيونيك يريفان.

## روابط خارجية
- ارثور يوسباشيان على موقع قاعدة بيانات كرة القدم.إي يو (الإنجليزية)
- ارثور يوسباشيان على موقع ناشيونال فوتبول تيمز (الإنجليزية)
- ارثور يوسباشيان على موقع Soccerway.com (الإنجليزية)